# TLC (ban nhạc)
TLC là một nhóm nhạc nữ người Mỹ gồm 3 thành viên: Tionne "T-Boz" Watkins (hát chính), Lisa "Left Eye" Lopes (rapper, cho đến khi cô qua đời năm 2002) và Rozonda "Chilli" Thomas (hát phụ). Nhóm được thành lập vào năm 1990, với các thể loại nhạc theo đuổi như R&B, hip hop, funk urban soul..
TLC sau một thời gian ra mắt đã trở nên rất thành công trong thập niên 1990 và những năm đầu 2000 bất chấp những mâu thuẫn pháp lý, với hãng thu âm và quản lý của nhóm. Tạp chí Billboard gọi nhóm là một trong những bộ ba vĩ đại nhất làng nhạc. Từ năm 1990 đến năm 2002, họ đã có 10 đĩa đơn lọt vào top 10 bảng xếp hạng Billboard Hot 100 của Mỹ, và 4 trong số đó đạt được vị trí số một; 4 album đa đĩa Bạch kim; và giành được 5 giải Grammy. Vào cuối năm 1999, TLC xếp thứ 7 trong danh sách những nghệ sĩ thành công nhất thập niên 90 bởi Billboard. Trên toàn cầu, họ đã bán được hơn 75 triệu bản và là nhóm nhạc Mỹ có lượng đĩa tiêu thụ cao nhất mọi thời đại. Năm 2012, TLC đã được kênh VH1 chọn vào danh sách 100 Những người phụ nữ vĩ đại nhất trong âm nhạc, ở vị trí thứ 12, và là nhân vật số một trong số tất cả các nhóm nhạc nữ.

## Danh sách đĩa nhạc
- Ooooooohhh... On the TLC Tip (1992)
- CrazySexyCool (1994)
- FanMail (1999)
- 3D (2002)

## Giải thưởng và đề cử

### Giải Grammy
| Năm  | Đề cử / Tác phẩm      | Giải thưởng                                                                                                  | Kết quả   |
| ---- | --------------------- | --- | --------- |
| 1993 | "Ain't 2 Proud 2 Beg" | Bài hát R&B xuất sắc nhất *(Nhận đề cử: Dallas Austin, Lisa Lopes)                                           | Đề cử     |
| 1996 | CrazySexyCool         | Album R&B xuất sắc nhất                                                                                      | Đoạt giải |
| 1996 | "Creep"               | Trình diễn giọng R&B xuất sắc nhất bởi Song ca hoặc nhóm                                                     | Đoạt giải |
| 1996 | "Creep"               | Bài hát R&B xuất sắc nhất *(Nhận đề cử: Dallas Austin)                                                       | Đề cử     |
| 1996 | "Red Light Special"   | Bài hát R&B xuất sắc nhất *(Nhận đề cử: Babyface)                                                            | Đề cử     |
| 1996 | "Waterfalls"          | Thu âm của năm                                                                                               | Đề cử     |
| 1996 | "Waterfalls"          | Trình diễn giọng Pop xuất sắc nhất bởi Song ca hoặc nhóm                                                     | Đề cử     |
| 2000 | FanMail               | Album của năm                                                                                                | Đề cử     |
| 2000 | FanMail               | Album R&B xuất sắc nhất                                                                                      | Đoạt giải |
| 2000 | "No Scrubs"           | Thu âm của năm                                                                                               | Đề cử     |
| 2000 | "No Scrubs"           | Bài hát R&B xuất sắc nhất *(Nhận đề cử: Kevin "She'kspere" Briggs, Kandi Burruss, Tameka Cottle, Lisa Lopes) | Đoạt giải |
| 2000 | "No Scrubs"           | Trình diễn giọng R&B xuất sắc nhất bởi Song ca hoặc nhóm                                                     | Đoạt giải |
| 2000 | "Unpretty"            | Bài hát của năm *(Nhận đề cử: Dallas Austin, Tionne Watkins)                                                 | Đề cử     |
| 2000 | "Unpretty"            | Trình diễn giọng Pop xuất sắc nhất bởi Song ca hoặc nhóm                                                     | Đề cử     |
| 2000 | "Unpretty"            | Video hình thái ngắn xuất sắc nhất                                                                           | Đề cử     |
| 2003 | "Girl Talk"           | Trình diễn giọng R&B xuất sắc nhất bởi Song ca hoặc nhóm                                                     | Đề cử     |
| 2004 | "Hands Up"            | Trình diễn giọng R&B xuất sắc nhất bởi Song ca hoặc nhóm                                                     | Đề cử     |